# Panama: A Millennium Tribute to Van Halen
Panama: A Millennium Tribute to Van Halen è un album tributo dedicato alla band statunitense Van Halen pubblicato nel 2006.

## Tracce
1. Eruption – 2:14
2. Finish What Ya Started – 3:59
3. Hot for Teacher – 4:40
4. Panama – 3:23
5. Why Can't This Be Love – 3:51
6. Ain't Talkin' Bout Love – 3:47
7. And the Cradle Will Rock – 4:08
8. You Really Got Me – 3:04
9. Dreams – 4:50
10. Take Your Whiskey Home – 4:25
11. When It's Love – 5:44
12. Right Now – 4:45
13. Dance the Night Away – 3:06
14. D.O.A. – 4:27

## Artisti
- Traccia 1: Brad Stemple
- Traccia 2: Marko Pukkila (basso e voce), Costello Hautamki (chitarra), Phil Varone (batteria)
- Traccia 3: Hot For Teacher (cover band)
- Traccia 4: Jimmy Crespo (chitarra), Richard Kendrick (chitarra)
- Traccia 5: Gravity Pharm - Scott Szeryk (chitarra)
- Traccia 6: Jet Black Joy
- Traccia 7: Marko Pukkila (basso e voce), Rowan Robertson (chitarra), Vinny Appice (batteria)
- Traccia 8: The Slashtones - Harry Slash (voce), Arno Hecht (sassofono), Mark Hitt, Steve Werner
- Traccia 9: Derrick LeFevre (voce), Randy Cantor (tastiere)
- Traccia 10: American Dog
- Traccia 11: Richard Kendrick (voce, chitarra e basso), Blayne Coupel (batteria)
- Traccia 12: 5150 (cover band)
- Traccia 13: Chris Heaven (voce), Tracy G
- Traccia 14: Recklace Fortune